# Armored Core VI: Fires of Rubicon
Armored Core VI: Fires of Rubicon — компьютерная игра в жанре симулятора мехи, разработанная компанией FromSoftware для приставок PlayStation 4, PlayStation 5, Xbox One, Xbox Series и Windows. Является шестой основной частью серии Armored Core и первой игрой в этой серии со времён Armored Core: Verdict Day 2013 года. «Лучшая экшн-игра года» по версии The Game Awards.

## Сюжет
Действие Armored Core VI происходит на планете Рубикон 3, новой локации для серии Armored Core. Человечество находит там новый источник энергии, который хочет использовать для дальнейшего развития экономики и ее технологических достижений. Однако энергия источника приводит планету к природному катаклизму. Полвека спустя человечество вновь устремляется на Рубикон 3 с целью получить контроль над этим таинственным ресурсом. Игрок управляет наемником, пилотирующим один из бронированных мехов, выполняя задания мегакорпораций и местных повстанческих группировок.

## Геймплей
В игровом плане Armored Core VI не будет похожа на Dark Souls, Bloodborne или Elden Ring. Механика игры базируется на концепции серии Armored Core — возможность игроку собрать собственного меха руководствуясь личными предпочтениями, а после управлять им в ходе миссий. Разработчики уделяют большое внимание возможностям кастомизации робота: выбору различного типа оружия, видов ног, генераторов и прочих компонентов, напрямую влияющих на его характеристики. Речь идёт не только об уроне или защитных свойствах, но и о поведении меха в полёте. В игре не будет открытого мира, как и в предыдущих частях серии, сюжет будет поделён на отдельные миссии. Главной особенностью Armored Core VI станет сражения с боссами — по аналогии с другими проектами FromSoftware, игрокам нужно будет изучать способности противника и следить за его действиями, тактически изучать его слабые стороны. Суть сражений будет схожа с Sekiro: Shadows Die Twice: это выражено в высокой динамике битв (игроки смогут атаковать противников как в ближнем бою, так и на расстоянии), а также механике накопительного урона по «целостности» вражеского корпуса, преодолев которую можно нанести критический урон (аналог концентрации). Как и в случае с предыдущими проектами студии сложность игры будет высокой, однако не во всех миссиях будет одинаковая сложность: некоторые из них окажутся легче, а другие — труднее. В Armored Core VI будет поддерживать мультиплеер в виде PvP-режима, перед сражением можно будет настроить улучшения для своего робота.

## Разработка
В сентябре 2016 года в интервью Kotaku Хидэтака Миядзаки упомянул, что новая игра в серии Armored Core находится в разработке, но процесс находится на очень ранней стадии .
В январе 2022 года в интернет просочилась информация о разработке новой части Armored Core. Пользователь форума ResetEra поделился подробностями видео, которое ему показали во время фокус-теста. Согласно имеющимся данным можно было сделать вывод, что серия будет развиваться в новом направлении, вдохновлённом недавними играми FromSoftware, такими как Dark Souls и Elden Ring .
В декабре 2022 года игра была официально анонсирована на The Game Awards 2022 при помощи CGI-трейлера. В тот же день было объявлено, что руководителем проекта выступает Масару Ямамура, сменив на этой должности занимавшего её изначально Хидетаку Миядзаки (базовый фундамент проекта был заложен Миядзаки вместе с ключевыми дизайнерами и художниками, когда окончательный концепт принял форму, Миядзаки передал управление коллеге). До этого Ямамура являлся ведущим игровым дизайнером в Sekiro: Shadows Die Twice. Миядзаки подчеркнул, что перед студией не стояла задача намеренно сделать Armored Core VI похожей на Soulsborne-игры. Команда применила свой накопившийся многолетний опыт для работы над проектом (с момента выхода предыдущей части прошло около 10 лет), однако в основе предстоящего релиза лежат именно концепции серии Armored Core. FromSoftware решили вернуться к ним, чтобы переосмыслить в современных реалиях.

## Оценки
| Сводный рейтинг       | Сводный рейтинг                      |
| Агрегатор             | Оценка                               |
| --------------------- | ------------------------------------ |
| Metacritic            | ПК: 87/100 PS5: 87/100 XSX/S: 80/100 |
| OpenCritic            | 85/100                               |
| Иноязычные издания    |                                      |
| Издание               | Оценка                               |
| Destructoid           | 9/10                                 |
| Eurogamer             | [ 15 ]                               |
| Game Informer         | 8,25/10                              |
| GamePro               | 86/100                               |
| GamesRadar+           | [ 18 ]                               |
| GameStar              | 86/100                               |
| IGN                   | 8/10                                 |
| Jeuxvideo.com         | 17/20                                |
| PCGamesN              | 8/10                                 |
| PC Gamer (UK)         | 87/100                               |
| VG247                 | [ 24 ]                               |
| XboxAddict            | 85 %                                 |
| Forbes                | 8/10                                 |
| Gry-Online            | 9,0/10                               |
| PC Games              | 8/10                                 |
| Siliconera            | 10/10                                |
| Русскоязычные издания |                                      |
| Издание               | Оценка                               |
| StopGame.ru           | «Похвально»                          |
| Награды               |                                      |
| Издание               | Награда                              |
| Game Pro              | Gold Award                           |

На сайте-агрегаторе Metacritic игра имеет преимущественно положительные отзывы с рейтингом 87 баллов из 100. Кроме того, по пиковому онлайну в Steam (156 тысяч) игра превзошла многие популярные проекты от FromSoftware — Sekiro: Shadows Die Twice и игры серии Soul. Так, пиковый онлайн Sekiro составил 125 тысяч человек, Dark Souls III — 129 тысяч человек, Dark Souls II — 80 тысяч.
Обозреватели отмечают, что ACVI несколько отличается от других игр своего жанра. Так Кэйлин Эллис из Eurogamer считает, что она задаёт новые стандарты качества симуляторов мехи, Коннор Тринске из Game Informer называет изменения «модернизацией для показа новым поколениям», Митчелл Солтцман из IGN пишет, что несмотря на то, что разработчики не пытались изменить основы жанра, они «отполировали их до агрессивного блеска».
Игровой процесс был в основном положительно воспринят критиками. Многие из них особенно выделяют босс-битвы, ради прохождения которых игрок должен как можно лучше управлять своей мехой и экспериментировать с её модулями. Рецензент из IGN подмечает, что каждое сражение превращается в своего рода головоломку благодаря дизайну уровней, интенсивности сражений с боссами, большому выбору оружия и модулей, который может полностью поменять то, как меха ощущается при игре. Эндрю Феррелл из PCGamesN пишет, что, хоть он и испытал положительные впечатления от игры, в особенности от оружия, постоянно повторяющиеся миссии в купе с низкой сложностью может много кому не понравиться, в особенности фанатам других игр FromSoftware.
Графическое исполнение было воспринято по-разному. Критики из Destructoid и GI называют игру «прекрасной», в то время как Уэс Фэнлон из PC Gamer пишет, что для современной высокобюджетной игры она не впечатляет, хотя анимация мех сделана отлично. Брент Робертс из Xbox Addict отмечает, что, хоть сама графика на уровнях обыденная, игрок вряд ли заметит это посреди динамичных сражений, также он хвалит ACVI за возможность довольно сильно изменить облик мехи игрока разукрашивая её и добавляя различные декали.
У обозревателей смешанные мнения насчёт сюжета. Так Остин Вуд из GamesRadar пишет, что в ACVI лучшая подача сюжета среди всех игр FromSoftware и он в целом был приятно удивлён им. Митчелл Солтцман из IGN, наоборот, пишет о необходимости модернизации сторителлинга. Джош Броудуэлл из VG247 считает, что игре не хватает нелинейности.